# Üllnitz

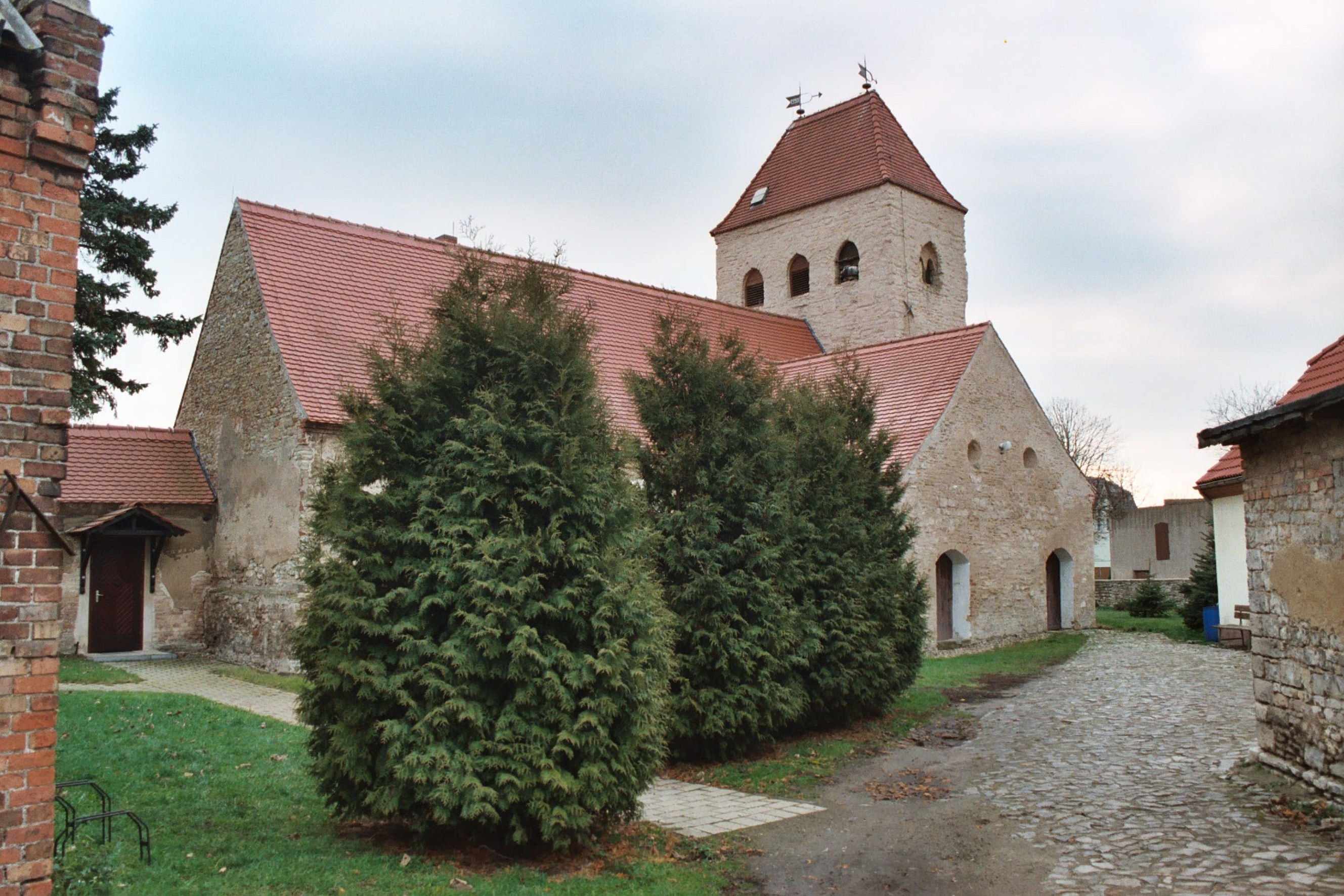
Ortskirche von Üllnitz

Üllnitz ist ein Ortsteil von Staßfurt im Salzlandkreis in Sachsen-Anhalt.

## Geografie und Verkehr
Üllnitz liegt am Südrand der Magdeburger Börde auf einer Höhe von 71 Metern. Die bebaute Ortsfläche hat einen Umfang von 1,17 km². Das Umland ist geprägt durch landwirtschaftliche Nutzflächen mehreren Seen, die von stillgelegten Braunkohlegruben zeugen. Unmittelbar am westlichen Ortsrand befindet sich der etwa sechs Hektar große Karolinensee, die ehemalige Grube Ida-Caroline. In vier Kilometern Luftlinie liegt der Wartenberg, mit 121 Metern die höchste Erhebung der Region. Nordwestlich fließt der Marbegraben, ein Bodezufluss, an Üllnitz vorbei.
Durch Üllnitz führt die Landesstraße 63, die den Ort mit den Nachbardörfern Förderstedt (westlich) und Brumby (östlich) verbindet. Ebenfalls in östlicher Richtung kommt man nach 1,6 Kilometern zur Bundesautobahn 14. Der nördlich Nachbarort Glöthe wird über die Kreisstraße 1292 erreicht, die in Üllnitz ihren Anfang nimmt und nach Schönebeck führt. Der nächste Bahnanschluss befindet sich im drei Kilometer entfernten Förderstedt an der Strecke Schönebeck – Güsten. Die Stadtverwaltung Staßfurt erreicht man ebenfalls über die Landesstraße 63, das 16 Kilometer entfernte Landkreiszentrum Bernburg ist unter Benutzung der A 14 zu erreichen.

## Geschichte
Laut Altertumsforschung soll es in der Gegend um Üllnitz bereits vor etwa 6000 Jahren in der Bandkeramikzeit erste Siedlungsformen gegeben haben. Im 12. Jahrhundert muss Üllnitz bereits eine feste Siedlung gewesen sein, da seine Kirche spätromanischen Ursprungs ist. Eine erste schriftliche Erwähnung des Ortes Üllnitz erfolgte im Lehnbuch des Magdeburger Erzbischofs Albrecht I. aus dem Jahre 1226. Bis 1680 gehörte das Dorf zum Herrschaftsbereich des Erzstifts Magdeburg und unterstand dem erzbischöflichen Amt Calbe. Danach kam Üllnitz unter brandenburg-preußische Herrschaft. Nachdem Preußen 1806 von Napoleon besiegt worden war, gehörte Üllnitz von 1807 bis 1813 zum französisch beherrschten Königreich Westphalen und wurde vom Canton Calbe-Land im Distrikt Magdeburg verwaltet. Nach der Niederlage Napoleons kehrte Üllnitz 1813 zu Preußen zurück und wurde nach einer Verwaltungsreform 1816 in den neu eingerichteten Landkreis Calbe a./S. eingeordnet. Mit der Eröffnung der Bahnstrecke Schönebeck–Güsten erhielt das Dorf 1857 über den Bahnhof Staßfurt Anschluss an das deutsche Eisenbahnnetz. Im selben Jahr wurden mit den Gruben Eintracht und Albertine die ersten Braunkohlentagebaue nahe dem Ort aufgeschlossen. Während 1872 noch die Grube Caroline folgte, war schon 1865 eine Brikettfabrik errichtet worden, später entstanden mehrere Ziegeleien am Ort. Infolge des industriellen Aufschwungs stieg die Zahl der Einwohner bis 1910 auf 586 an, war aber 1939 zu Beginn des Zweiten Weltkriegs wieder auf 444 zurückgegangen. Im April 1945 wurde Üllnitz von der US-Armee eingenommen und im Juli 1945 an die Rote Armee übergeben worden. Nachdem 1949 die DDR gegründet worden war, führte diese am 20. Juli 1950 eine erste Kreisreform durch, mit der Üllnitz in die Gemeinde Glöthe eingemeindet wurde und der Landkreis Calbe in Landkreis Schönebeck umbenannt wurde. Mit einer weiteren Gebietsreform wurden die Länder auf dem Gebiet der DDR zugunsten von Bezirken abgeschafft. Dadurch kam Üllnitz zum Bezirk Magdeburg. Ab 1960 gehörten alle landwirtschaftlichen Betriebe des Ortes zur LPG Glöthe. Nach der Deutschen Wiedervereinigung wurde ab 1990 die Infrastruktur des Ortes verbessert, insbesondere wurden alle Straßen neu ausgebaut und die Kirche saniert. Mit Wirkung zum 18. Mai 2006 wurde Üllnitz zusammen mit Glöthe und Brumby in die Gemeinde Förderstedt eingegliedert und wurde am 1. Januar 2009 Stadtteil von Staßfurt.

## Sehenswürdigkeiten
Die St.-Augustinus-Kirche befindet sich am südlichen Ende der Dorfstraße. Ihr ältester Teil ist der rechteckige Westturm, der aus dem 11. Jahrhundert stammt. Das heutige Kirchenschiff wurde im Barockstil errichtet. Es wird im Innern mit einer Holztonnendecke geschlossen. Das Geläut besteht aus zwei Glocken, deren älteste aus dem 13. Jahrhundert stammt.